# Onychopterocheilus desbrochersi
Onychopterocheilus desbrochersi är en stekelart som först beskrevs av Kostylev.  Onychopterocheilus desbrochersi ingår i släktet Onychopterocheilus och familjen Eumenidae. Inga underarter finns listade i Catalogue of Life.